# سانتیاگو د کوبا

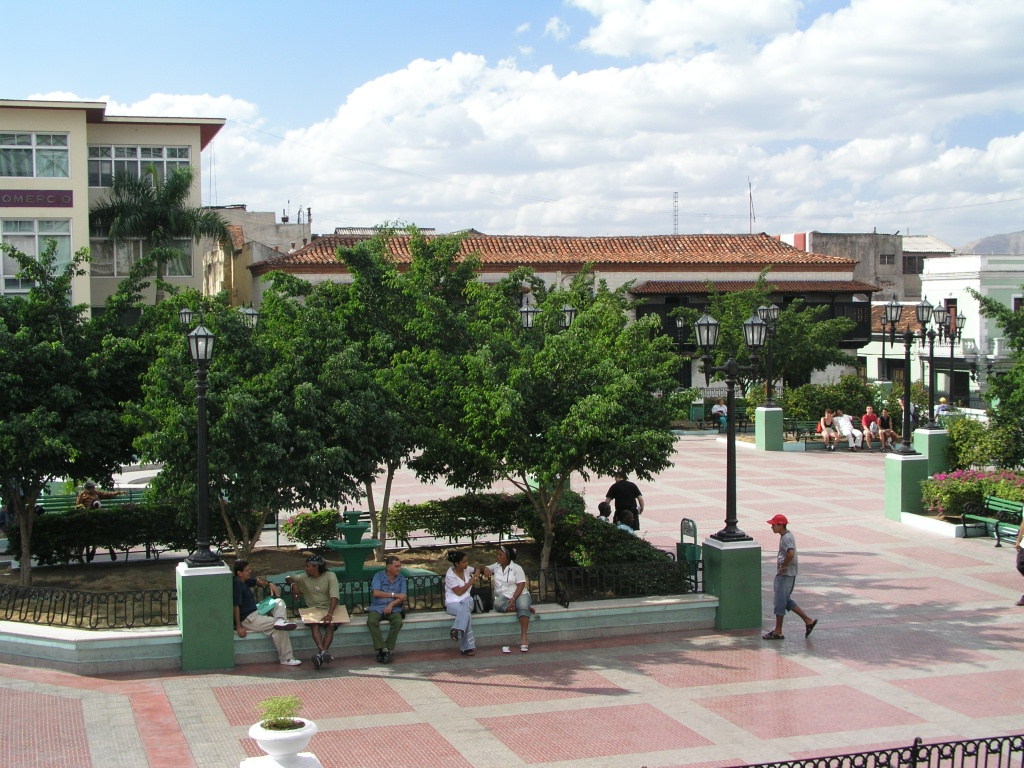
پارک Céspedes و خانهٔ دون دیگو ولازکز

سانتیاگو د کوبا (به اسپانیایی: Santiago de Cuba) دومین شهر بزرگ کشور کوبا و مرکز استان سانتیاگو د کوبا است. این شهر در سرشماری سال ۲۰۱۱ دارای ۵۱۳۷۸۴ نفر جمعیت بوده. این شهر در جنوب شرقی کوبا و در فاصله ۸۷۰ کیلومتری از هاوانا واقع شده.

## پیشینه
سانتیاگو در ۲۵ ژولای ۱۵۱۵ توسط دیگو ولاسکو د کوٍیار بنا شد. از سال ۱۵۲۳ تا ۱۵۵۶ بعنوان پایتخت کوبا و مرکز استقرار ارتش امپراتوری اسپانیا در منطقهٔ کارائیب محسوب می‌شد.
در ضمن بندر ورودی کشتی‌های برده‌های آفریقا نیز بود به همین دلیل امروزه نیز هنوز هم بسیاری از جمعیت شهر را مردم آفریقایی تبار تشکیل می‌دهند.

## پارک ملی
پارک ملی این شهر در سال ۱۹۸۷ در فهرست ذخیره‌گاه‌های زیست‌کره در یونسکو به ثبت رسید. برای دوستداران طبیعت در آنجا در ۲۰ کیلومتری شهر مناظری شگفت‌انگیز وجود دارد همراه با اقامت گاههای مناسب و گیاهان متنوع.

## شهرهای خواهرخوانده
- کلمبیا، کارتاگنا
- اکوادور، اسمرالداس
- پرتغال، لیسبون
- ونزوئلا، ماراکایبو
- جامائیکا، مونتگوبی
- ایالات متحده آمریکا، اوکلند
- آرژانتین، روزاریو، سانتا فه
- ونزوئلا، سابانتا
- مکزیک، سانتیاگو
- اسپانیا، سانتیاگو د کمپوستلا
- جمهوری دومینیکن، سانتیاگو د کابایروس
- ایتالیا، ناپل

### یادکرد
- مشارکت‌کنندگان ویکی‌پدیا. «Santiago de Cuba». در دانشنامهٔ ویکی‌پدیای آلمانی ، بازبینی‌شده در ۲۷ مرداد ۱۳۹۲.